# Carlotta Federica di Meclemburgo-Schwerin
Carlotta Federica di Meclemburgo-Schwerin (Ludwigslust, 4 dicembre 1784 – Roma, 13 luglio 1840) fu principessa di Danimarca e Norvegia.

## Biografia
Era la figlia di Federico Francesco I di Meclemburgo-Schwerin e di sua moglie, Luisa di Sassonia-Gotha-Altenburg.

### Matrimonio
Durante una visita a Meclemburgo, il principe Cristiano Federico di Danimarca rimase alla corte di suo zio a Schwerin, dove si innamorò di sua cugina. Le nozze vennero celebrate il 21 giugno 1806. Ebbero un figlio: 
Federico (1808–1863).
La giovane coppia risiedette principalmente a Amalienborg e successivamente a Sorgenfri durante l'estate, ma la vita matrimoniale era infelice. Una delle caratteristiche principali della personalità di Carlotta Federica era quella di essere capricciosa e frivola.
A causa della relazione adulterina tra Carlotta Federica e il musicista Jean Baptiste Édouard Du Puy (1770–1822), il 31 marzo 1810 Cristiano ottenne il divorzio e proibì all'ex moglie di vedere il figlio.

## Ultimi anni e morte
Dopo il divorzio, Carlotta Federica trascorse gli anni successivi tra Horsens, Jutland e Aarhus.
Nel 1829 si trasferì dalla Danimarca a Karlsbad. Nel 1830 si recò in Italia, dove si stabilì a Roma. Si convertì alla fede cattolica.
Morì il 13 luglio 1840 e venne sepolta nel Campo Santo dei Teutonici e dei Fiamminghi. La sua morte significò senza dubbio un sollievo per la corte di Copenaghen, in quanto lei sognava di poter un giorno tornare come madre del re. Federico VII mostrò grande rispetto alla sua memoria: raccolse i suoi ritratti nelle sue camere del castello di Jægerspris e visitò Horsens.

## Spoglie
La sua tomba in Vaticano fu indicata come una delle due tombe in cui sarebbe stata sepolta Emanuela Orlandi, insieme a quella della principessa Sofia di Hohenlohe-Waldenburg-Bartenstein, morta nel 1836. Entrambe le tombe, aperte l'11 luglio 2019, sono state trovate inaspettatamente vuote.
A oggi è ignoto dove giacciano i suoi resti.

## Ascendenza
|                                              |                                         |                                                         | Genitori                                      |  |  | Nonni |  |  | Bisnonni                                      |  |  | Trisnonni                        |  |
|                                              |                                         |                                                         |                                               |  |  |       |  |  | Cristiano Ludovico II di Meclemburgo-Schwerin |  |  | Federico di Meclemburgo-Schwerin |  |
|                                              |                                         |                                                         |                                               |  |  |       |  |  | Cristiano Ludovico II di Meclemburgo-Schwerin |  |  | Federico di Meclemburgo-Schwerin |  |
|                                              |                                         | Cristina Guglielmina d'Assia-Homburg                    |                                               |  |  |       |  |  | Cristiano Ludovico II di Meclemburgo-Schwerin |  |  |                                  |  |
| Luigi di Meclemburgo-Schwerin                |                                         |                                                         |                                               |  |  |       |  |  | Cristiano Ludovico II di Meclemburgo-Schwerin |  |  |                                  |  |
|                                              |                                         | Gustava Carolina di Meclemburgo-Strelitz                | Adolfo Federico II di Meclemburgo-Strelitz    |  |  |       |  |  |                                               |  |  |                                  |  |
|                                              |                                         | Gustava Carolina di Meclemburgo-Strelitz                | Adolfo Federico II di Meclemburgo-Strelitz    |  |  |       |  |  |                                               |  |  |                                  |  |
|                                              |                                         | Gustava Carolina di Meclemburgo-Strelitz                | Maria di Meclemburgo-Güstrow                  |  |  |       |  |  |                                               |  |  |                                  |  |
| Federico Francesco I di Meclemburgo-Schwerin |                                         | Gustava Carolina di Meclemburgo-Strelitz                |                                               |  |  |       |  |  |                                               |  |  |                                  |  |
|                                              |                                         | Francesco Giosea di Sassonia-Coburgo-Saalfeld           | Giovanni Ernesto di Sassonia-Coburgo-Saalfeld |  |  |       |  |  |                                               |  |  |                                  |  |
|                                              |                                         | Francesco Giosea di Sassonia-Coburgo-Saalfeld           | Giovanni Ernesto di Sassonia-Coburgo-Saalfeld |  |  |       |  |  |                                               |  |  |                                  |  |
|                                              |                                         | Francesco Giosea di Sassonia-Coburgo-Saalfeld           | Carlotta Giovanna di Waldeck-Wildungen        |  |  |       |  |  |                                               |  |  |                                  |  |
| Carlotta Sofia di Sassonia-Coburgo-Saalfeld  |                                         | Francesco Giosea di Sassonia-Coburgo-Saalfeld           |                                               |  |  |       |  |  |                                               |  |  |                                  |  |
|                                              |                                         | Anna Sofia di Schwarzburg-Rudolstadt                    | Luigi Federico I di Schwarzburg-Rudolstadt    |  |  |       |  |  |                                               |  |  |                                  |  |
|                                              |                                         | Anna Sofia di Schwarzburg-Rudolstadt                    | Luigi Federico I di Schwarzburg-Rudolstadt    |  |  |       |  |  |                                               |  |  |                                  |  |
|                                              |                                         | Anna Sofia di Schwarzburg-Rudolstadt                    | Anna Sofia di Sassonia-Gotha-Altenburg        |  |  |       |  |  |                                               |  |  |                                  |  |
| Carlotta Federica di Meclemburgo-Schwerin    |                                         | Anna Sofia di Schwarzburg-Rudolstadt                    |                                               |  |  |       |  |  |                                               |  |  |                                  |  |
|                                              | Federico II di Sassonia-Gotha-Altenburg | Federico I di Sassonia-Gotha-Altenburg                  |                                               |  |  |       |  |  |                                               |  |  |                                  |  |
|                                              | Federico II di Sassonia-Gotha-Altenburg | Federico I di Sassonia-Gotha-Altenburg                  |                                               |  |  |       |  |  |                                               |  |  |                                  |  |
|                                              | Federico II di Sassonia-Gotha-Altenburg | Maddalena Sibilla di Sassonia-Weissenfels               |                                               |  |  |       |  |  |                                               |  |  |                                  |  |
| Giovanni Augusto di Sassonia-Gotha-Altenburg | Federico II di Sassonia-Gotha-Altenburg |                                                         |                                               |  |  |       |  |  |                                               |  |  |                                  |  |
|                                              |                                         | Maddalena Augusta di Anhalt-Zerbst                      | Carlo Guglielmo di Anhalt-Zerbst              |  |  |       |  |  |                                               |  |  |                                  |  |
|                                              |                                         | Maddalena Augusta di Anhalt-Zerbst                      | Carlo Guglielmo di Anhalt-Zerbst              |  |  |       |  |  |                                               |  |  |                                  |  |
|                                              |                                         | Maddalena Augusta di Anhalt-Zerbst                      | Sofia di Sassonia-Weissenfels                 |  |  |       |  |  |                                               |  |  |                                  |  |
| Luisa di Sassonia-Gotha-Altenburg            |                                         | Maddalena Augusta di Anhalt-Zerbst                      |                                               |  |  |       |  |  |                                               |  |  |                                  |  |
|                                              |                                         | Enrico I di Reuss-Schleiz                               | …                                             |  |  |       |  |  |                                               |  |  |                                  |  |
|                                              |                                         | Enrico I di Reuss-Schleiz                               | …                                             |  |  |       |  |  |                                               |  |  |                                  |  |
|                                              |                                         | Enrico I di Reuss-Schleiz                               | …                                             |  |  |       |  |  |                                               |  |  |                                  |  |
| Luisa di Reuss-Schleiz                       |                                         | Enrico I di Reuss-Schleiz                               |                                               |  |  |       |  |  |                                               |  |  |                                  |  |
|                                              |                                         | Giuliana Dorotea Luisa di Löwenstein-Wertheim-Virneburg | …                                             |  |  |       |  |  |                                               |  |  |                                  |  |
|                                              |                                         | Giuliana Dorotea Luisa di Löwenstein-Wertheim-Virneburg | …                                             |  |  |       |  |  |                                               |  |  |                                  |  |
|                                              |                                         | Giuliana Dorotea Luisa di Löwenstein-Wertheim-Virneburg | …                                             |  |  |       |  |  |                                               |  |  |                                  |  |
|                                              |                                         | Giuliana Dorotea Luisa di Löwenstein-Wertheim-Virneburg |                                               |  |  |       |  |  |                                               |  |  |                                  |  |